# همه مردمان برابر آفریده شده‌اند
جمله «همهٔ مردمان برابر آفریده شده‌اند» بخشی از بیانیه استقلال ایالات متحده است که توماس جفرسون در سال ۱۷۷۶، در آغاز انقلاب آمریکا آن را نوشت. این عبارت در پیش‌نویس اصلی اعلامیهٔ جفرسون وجود داشت. پس از آن توسط طیف گسترده‌ای از چهره‌های مؤثر در حیات سیاسی و اجتماعی آمریکا، در ایالات متحده نقل شده و در سخنرانی‌ها گنجانده شد. شکل نهایی این عبارت توسط بنیامین فرانکلین سبک‌سازی شد. آن را «اعلامیه جاودانه» و «شاید تنها فراز» دوره انقلاب آمریکا با بیشترین «اهمیت مانا» خوانده‌اند.

## خاستگاه استفاده توماس جفرسون از این عبارت
توماس جفرسون از طریق دوستی با مارکیس دو لافایت، شدیداً تحت تأثیر فیلسوفان عصر روشنگری فرانسوی مانند ولتر، روسو و مونتسکیو قرار داشت. آن فیلسوفان در نوشته‌هایشان که اغلب سانسور شده‌بودند، از این ایده طرفداری می‌کردند که مردمان آزاد و برابر به دنیا می‌آیند. این بعداً منجر به انقلاب فرانسه در سال ۱۷۸۹ و بنیان مفهوم حقوق بشر (Droits de l'Homme در زبان فرانسه) شد. ممکن است جفرسون در ۳۳ سالگی این جمله را از دوست و همسایهٔ ایتالیایی و اهل پراتو خود، فیلیپ مازی به عاریت گرفته باشد؛ چنان‌که در قطعنامه مشترک ۱۷۵ در کنگره صد و سوم و ملتی از مهاجران اثر جان اف کندی ذکر آن رفته‌است. 
پیش از این سابقه استفاده از جمله تقریباً مشابهی با همان عبارات در کتاب جان میلتون وجود دارد؛ او در سال ۱۶۴۹ در اثری به عنوان ''The Tenure of Kings and Magistrates'' ، که پس از جنگ داخلی اول انگلیس و برای دفاع از اقدامات و حقوق پارلمان در پی اعدام پادشاه چارلز اول نوشته شده، می‌گوید: «هیچکسی نیست که بتواند انکار کند همه مردمان به‌طور طبیعی آزاد به دنیا آمده‌اند، و این شباهت به خود خدا دارد که برای امر زاده شد و نه اطاعت ".
در سال ۱۷۷۶ دومین کنگره قاره‌ای از بنیامین فرانکلین، توماس جفرسون، جان آدامز، رابرت لیوینگستون و راجر شرمن خواست تا اعلامیه استقلال را بنویسند. این کمیته پنج نفری به نوشتن سند توسط توماس جفرسون رأی داد. جفرسون پس از پایان کار، سند را برای پذیرفتن به فرانکلین داد. فرانکلین تغییرات جزئی را پیشنهاد کرد، یکی از آن‌ها بسیار بیش از موارد دیگر برجسته است: "ما این حقایق را مقدس و غیرقابل انکار می‌دانیم …" که تبدیل شد به "ما این حقایق را بدیهی می‌دانیم."
پاراگراف دوم اعلامیه استقلال ایالات متحده به شرح زیر شروع شده‌است: «ما این حقایق را آشکار و بدیهی می‌دانیم، که همه مردمان برابر آفریده شده‌اند، که آن‌ها به واسطه خالق خود از برخی حقوق مسلم برخوردار هستند، که از آن حقوق، زندگی، آزادی و پیگیری خوشبختی است. - این که برای تأمین این حقوق، دولت‌ها در میان مردان نهادینه می‌شوند و اختیارات عادلانه خود را از رضایت حاکمیت به دست می‌آورند.»